# Stefan Tewes
Stefan Tewes, född den 24 november 1967 i Mülheim an der Ruhr, Tyskland, är en tysk landhockeyspelare.
Han tog OS-guld i herrarnas landhockeyturnering i samband med de olympiska landhockeytävlingarna 1992 i Barcelona.